# I Begin
I Begin el álbum debut de la banda de black metal noruega God Seed. Fue lanzado el 23 de octubre de 2012 en Norteamérica y el 30 de octubre de 2012 en Europa bajo la etiqueta noruega Indie Recordings.
Fue realizado un vídeo musical para "Alt Liv".

## Historia
Tras una disputa muy pública por el uso legal del nombre Gorgoroth, el exvocalista Gaahl se asoció con el exbajista King Ov Hell para formar una nueva banda de black metal en 2009, a la que denominaron God Seed.
Entre la disputa acerca del nombre y la formación de la nueva banda, Gaahl se retiró del típico black metal. En una entrevista con John Consterdine de la revista Terrorizer, dijo, "yo estaba básicamente retirado de todo lo que se relacionara con el metal." 
Durante su ruptura autoimpuesta de la música, Gaahl trabajó con un proyecto llamado Wardruna, en torno a la espiritualidad nórdica y las runas del Futhark antiguo. Cuando se le preguntó por qué regresó, él respondió: "me dio un poco de deseo de saborearlo (el black metal), pero no sé si durará". Afirmó que las letras compuestas para I Begin se basaron en "mi amor por la creación y [a] expresarme verbalmente a través de la música, es algo que aparece de vez en cuando".
Como un anuncio previo, el 27 de enero de 2012 God Seed lanzó su álbum debut Live at Wacken en formato de CD / DVD, grabado en su totalidad durante una presentación en 2008, el cual recreó en buena medida el polémico álbum en vivo Black Mass Krakow 2004 de Gorgoroth.
A la luz de esta confesión de Gaahl, fue compuesto el primer álbum de estudio de God Speed y titulado con el alegórico nombre “I Begin” (literalmente, "Empiezo"). Técnicamente, las canciones fueron escritas en 2009, pero debido a las circunstancias personales que rodearon a Gaahl y King en ese entonces, ambos decidieron archivar el proyecto por casi tres años, mientras seguían caminos opuestos.

## Lista de canciones
Todas las letras escritas por Gaahl, toda la música compuesta por Tom Visnes "King", excepto donde se indica.

| N.º | Título                                      | Música        | Duración |  |
| 1.  | «Awake»                                     |               | 4:43     |  |
| 2.  | «This from the Past»                        |               | 5:18     |  |
| 3.  | «Alt Liv»                                   |               | 4:08     |  |
| 4.  | «From the Running of Blood»                 |               | 5:19     |  |
| 5.  | «Hinstu Dagar»                              |               | 4:55     |  |
| 6.  | «Diversion 1» (Limited edition bonus track) |               | 1:02     |  |
| 7.  | «Aldrande Tre»                              | Lust Kilman   | 4:45     |  |
| 8.  | «Lit»                                       |               | 5:17     |  |
| 9.  | «The Wound»                                 |               | 4:45     |  |
| 10. | «Bloodline»                                 | Geir Bratland | 3:44     |  |
| 11. | «Diversion 2» (Limited edition bonus track) |               | 0:30     |  |

## Personal

### God Seed
- Gaahl – voz
- Sir – guitarra
- Lust Kilman – guitarra
- Geir Bratland – teclaods, ruidos
- King ov Hell – bajo
- Kenneth Kapstad – batería, percusión

### Músicos invitados
- Herbrand Larsen (Enslaved) – voz en "Hinstu Dagar"
- Alexander Jakobsen – voz en "Alt Liv"
- Trym Hartmark Visnes – voz en "Bloodline"